# Eltang
Eltang er en lille by nordøst for Kolding med 213 indbyggere  (2024). Eltang ligger i Eltang Sogn, Kolding Kommune. Bebyggelsen nævnes første gang i 1231 og bestod i 1688 af 10 gårde. Flere gårde blev fjernet i forbindelse med anlæggelsen af den østjyske længdebane i 1866 - 1868.
I Eltang Kirkeby 2 km nordvest for selve byen Eltang findes Eltang Kirke.
Den 9. januar 1644 stod slaget ved Eltang, svensk sejr over dansk hær.
I 1720’erne blev der af Frederik IV oprettet en rytterskole foran kirken. Rytterskolen fungerede helt frem til 1920, hvor en ny blev bygget ved siden af. Den nye rytterskole blev revet ned i 1963, ved anlæggelsen af Eltang Centralskole. Den gamle rytterskoles bygninger findes i dag, som privat bolig. Bygninger er let at kende med tre skorstene og sandstenstavlen indmuret i facaden.
Mellem Eltang og Gudsø findes en krigergrav fra 1849
Eltangstenen (en) blev fundet i 1866 på en mark nær Nørre Stenderup udenfor Eltang.
Eltang har sin egen skole - Eltang Centralskole.
Eltang var stationsby på Fredericia-Vamdrup banen men blev nedlagt i 1965. Stationsbygningerne er nu nedrevet.